# 努古斯台镇
努古斯台镇，是中华人民共和国内蒙古自治区通辽市科尔沁左翼后旗下辖的一个乡镇级行政单位。

## 行政区划
努古斯台镇下辖以下地区：
雅莫嘎查、努古斯台嘎查、伊和文都尔嘎查、柴达木嘎查、苏敏哈拉嘎台嘎查、图古日格嘎查、脑门塔拉嘎查、道乃营子嘎查、准花灯嘎查、套海艾勒嘎查、巴彦套海嘎查和市布嘎查。